# Mao Dun (heerser)
Maodun Danyu (vereenvoudigd Chinees: 冒顿单于; traditioneel Chinees: 冒頓單于; pinyin: Maodun Danyu; zhuyin: ㄇㄛˋ ㄉㄨˊ ㄔㄢˊ ㄩˊ;Kantonees: Moh-Tun Taan-Yuu) (234 - 174 v.Chr.) was heerser van het rijk van de Xiongnu van 209 v.Chr. tot 174 v.Chr. Men kan hem met verschillende namen tegenkomen, zoals  Maodoen, Maotoen, Motoen.
Hij werd aanvankelijk door zijn vader Dou Man in ballingschap gestuurd en verbleef enige tijd onder de Tochaarse Yuezhi. Zijn stiefmoeder overreedde Dou Man om een inval te doen onder de Yuezhi voornamelijk om Mao Duns dood te veroorzaken, maar deze overleefde en werd door zijn vader weer terug naar het hof gehaald. Hij werd aan het hoofd gesteld van een deel van het leger en wist op de troon te komen nadat zijn vader bij een jachtongeluk omkwam. Hij bleek een heerser van formaat die het Xiongnu rijk -dat aanvankelijk een deel van de steppe ten noorden van China beheerste- sterk zou uitbreiden.
Eerst onderwierp hij de Mongoolse Donghu (208 v.Chr.) en de Turkse Dingling. Ook zijn voormalige gastheren de Yuezhi werden in 203 onderworpen en dat gaf de Xiongnu controle over het westen met zijn belangrijke zijderoute. Aan het eind van zijn bewind strekte het inmiddels welvarende rijk zich uit van Kasjmir tot aan Korea met daarbij inbegrepen de oases van het Tarimbekken. China zelf hoorde daar niet bij. Mao Dun besefte dat hij een dergelijk groot rijk nooit lang zou kunnen behouden.
Mao Dun werd opgevolgd door Zhi Yu ook wel Ki Ok of Lao Shang genoemd.